# Маджид Маджиди
Маджид Маджиди (на персийски: مجید مجیدی) е ирански режисьор, актьор, сценарист и филмов продуцент.

## Биография
Роден е на 17 април 1959 година в Техеран в семейство от средната класа. От ранна възраст играе в любителски театрални трупи. Завършва Института за драматично изкуство.
В началото на 80-те започва да режисира филми и през следващите години получава известност с продукции със социална тематика, като „پدر“ (1996), „Деца на рая“ („بچه‌های آسمان“, 1997; номиниран за „Оскар“ за чуждоезичен филм), „Цветът на рая“ („رنگ خدا“, 1999), „Баран“ („باران‎“, 2001).

## Избрана филмография
- „پدر“ (1996)
- „Деца на рая“ („بچه‌های آسمان“, 1997)
- „Цветът на рая“ („رنگ خدا“, 1999)
- „Баран“ („باران‎“, 2001)